# Johann Caspar Eisenschmidt
Johann Caspar Eisenschmidt, né le 15 septembre 1656 à Strasbourg et mort le 4 décembre 1712 dans la même ville, est un mathématicien français, associé de l'Académie française des sciences française.

## Biographie
Johann Caspar Eisenschmidt naît le 15 septembre 1656 à Strasbourg.
Il meurt le  4 décembre 1712 à Strasbourg.

## Œuvres
Il a publié :
- Diatribe de figura telluris elliptico-spheroide, Strasbourg, 1691 (cet écrit a donné naissance à une vive dispute sur le prétendu allongement de la Terre vers les pôles) ;
- Introductio ad tabulas manuales logarithmicas J. Kepleri et J.Bartschii, 1700 ;
- De ponderibus et mensuris Romanarum, Graecorum, Hebraeorum, nec non de valore pecuniae veteris disquisitio nova, 1708.

### Source
Cet article comprend des extraits du Dictionnaire Bouillet. Il est possible de supprimer cette indication, si le texte reflète le savoir actuel sur ce thème, si les sources sont citées, s'il satisfait aux exigences linguistiques actuelles et s'il ne contient pas de propos qui vont à l'encontre des règles de neutralité de Wikipédia.